# سان جیرولامو دلا کاریتا
سان جیرولامو دلا کاریتا (ایتالیایی: San Girolamo della Carità) کلیسایی در شهر رم ایتالیاست که در نزدیکی کاخ فارنیسه واقع شده است. این کلیسا در اصل متعلق به فرقه فرانسیسکن بود. طراحی این کلیسا را به فرانچسکو بورومینی نسبت می‌دهند اما به‌نظر می‌رسد که نقشهٔ کلی آن از «ویرجیلیو اسپادا» باشد. نرده‌های محراب این کلیسا از کارهای آنتونیو جورجتی است که از شاگردان جان لورنتسو برنینی بود.